# آتو هارباک
آتو هارباک (انگلیسی: Otto Harbach؛ ‏ ۱۸ اوت ۱۸۷۳ – ۲۴ ژانویهٔ ۱۹۶۳) موسیقی‌دان و ترانه‌سرای اهل ایالات متحده آمریکا بود.
از فیلم‌ها یا مجموعه‌های تلویزیونی که وی در آن‌ها نقش داشته‌است، می‌توان به تا زمانی که ابرها کنار بروند اشاره نمود.
نام او در فهرست تالار مشاهیر ترانه‌سرایی قرار دارد.